# Dewayne Wise
Larry Dewayne Wise (né le 24 février 1978 à Columbia, Caroline du Sud, États-Unis) est un voltigeur des Ligues majeures de baseball. Il est présentement agent libre.

## Carrière
Dewayne Wise est drafté le 3 juin 1997 par les Reds de Cincinnati. Encore joueur de Ligues mineures, il est réclamé par les Blue Jays de Toronto le 13 décembre 1999 via le repêchage de règle 5. Wise débute en Ligue majeure le 6 avril 2000.
Devenu agent libre après la saison 2003, il s'engage avec les Braves d'Atlanta le 25 octobre 2003. Wise signe ensuite chez les Tigers de Détroit mais n'évolue qu'en Ligues mineures au sein de l'organisation des Tigers en 2005.
Il retrouve la Ligue majeure sous les couleurs des Reds de Cincinnati qu'il rejoint le 25 octobre 2005. Agent libre après la saison 2007, il signe chez les White Sox de Chicago le 5 mars 2008. Le 23 juillet 2009, avec aucun retrait en neuvième manche, il effectue un attrapé spectaculaire au champ centre pour priver Gabe Kapler, des Rays de Tampa Bay, d'un coup de circuit. Ceci permet au lanceur Mark Buehrle, des White Sox, d'enregistrer un 25e retrait de suite dans ce match. Il obtiendra les deux retraits suivants pour réussir la 18e partie parfaite de l'histoire des Ligues majeures.
En novembre 2009, il signe un contrat des ligues mineures avec les Phillies de Philadelphie. Retranché par l'équipe lors de l'entraînement, il se rapporte aux Lehigh Valley IronPigs, un club-école des Phillies, où il joue brièvement avant de se joindre aux Blue Jays de Toronto en juin 2010.
Il participe à l'entraînement de printemps des Marlins de la Floride en 2011 mais devient agent libre après avoir été retranché de l'effectif à quelques jours du début de la saison régulière. Wise est engagé de nouveau par Toronto le 6 avril 2011.
Ne jouant qu'en ligues mineures jusqu'en juin 2011, Wise est libéré de son contrat par les Jays et signe avec les Marlins de la Floride, pour qui il dispute 49 parties. Le 26 août, il est réclamé au ballottage par les Blue Jays et rejoint le club canadien pour la troisième fois. Il dispute 20 matchs avec eux dans le dernier droit de la saison avant de redevenir agent libre.
En février 2012, il est invité au camp d'entraînement des Yankees de New York. Il frappe pour ,262 avec 3 circuits et 8 points produits en 56 matchs pour les Yankees en 2012 et est libéré par le club le 31 juillet. Le 3 août, il rejoint les White Sox de Chicago. Wise joue 75 matchs pour les White Sox en 2012 et 2013 avant d'être libéré en août 2013.